# Comunitat de comunes des 2 Vallées
La Comunitat de comunes des 2 Vallées (oficialment: Communauté de communes des 2 Vallées) és una Comunitat de comunes del departament de l'Essonne, a la regió de l'Illa de França.
Creada al 2011, està formada per 15 municipis i la seu es troba a Milly-la-Forêt.

## Municipis
1. Boigneville
2. Boutigny-sur-Essonne
3. Buno-Bonnevaux
4. Courances
5. Courdimanche-sur-Essonne
6. Dannemois
7. Gironville-sur-Essonne
8. Maisse
9. Milly-la-Forêt
10. Moigny-sur-École
11. Mondeville
12. Oncy-sur-École
13. Prunay-sur-Essonne
14. Soisy-sur-École
15. Videlles